# Château de Wittgenstein
Pour les articles homonymes, voir Wittgenstein (homonymie).
Le château de Wittgenstein est situé entre deux rivières, la Lahn et le Laasphebach, dominant la ville de Bad Laasphe en Rhénanie du Nord-Westphalie sur une colline de  470 m d'altitude.

## Histoire

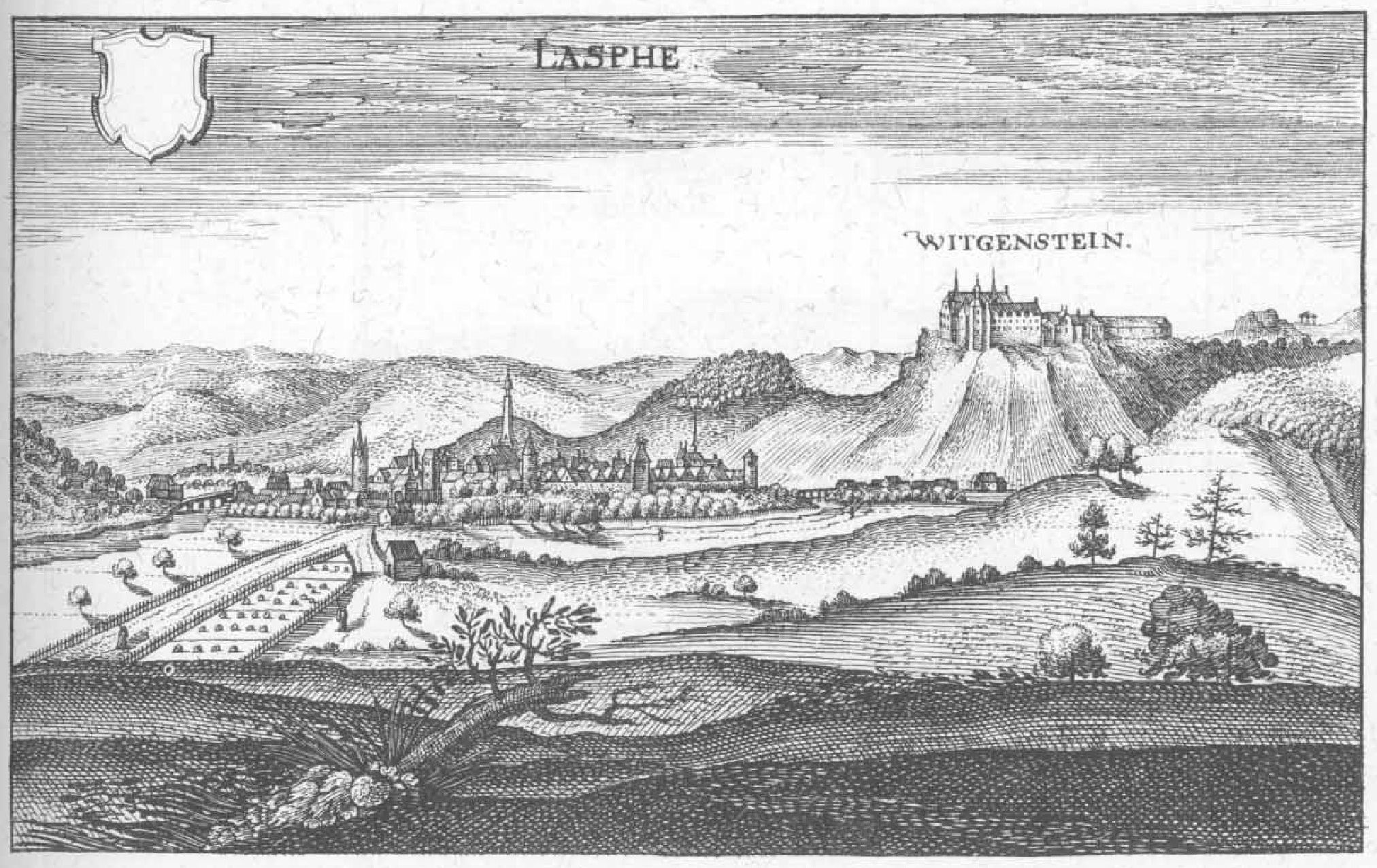
Château de Wittgenstein par Matthäus Merian dans sa Topographia Hassiae

Un fort est mentionné à cet endroit pour la première fois en 1187 sous le nom de Widenkindigstein. Treize ans auparavant, en 1174, un comte Werner I avait ajouté à son nom celui du château qui devait exister à l'époque (Werner I de Battenberg et Wittgenstein ). Il n'y a pas de preuve d'une fondation plus ancienne ;  le château pourrait avoir été construit vers le milieu du XIIe siècle par un membre de la maison des comtes de Reichenbach/Ziegenhain. Il serait ensuite passé aux  mains du comte Werner Ier qui l'aurait utilisé pour se constituer un domaine indépendant.
En 1190, le comte Werner I conclut un contrat avec l'archevêque de Mayence, Konrad I von Wittelsbach, par lequel, moyennant une redevance, il céderait la suzeraineté du château de Wittgenstein à l'archevêché et la recevrait en fief. Cependant, l'archevêque  n'ayant effectué qu'une partie du paiement, le contrat n'entre pas en vigueur et Werner parvient à s'affranchir de Mayence au bout de quelques années. Ce n'est qu'à l'occasion d'un second contrat passé avec ses fils  Werner II, Widekind I et Hermann en date du 2 septembre 1223, que le nouvel archevêque Siegfried II réussit à faire passer le château sous l'autorité de l'archevêché.
En 1238, la maison de Wittgenstein et Battenberg se sépare en deux lignées, celle des Battenberg et celle des Wittgensteiner, les fils de Widekind I. Le château de Wittgenstein et sa seigneurie, sur le cours supérieur de la Lahn et de l'Eder reviennent à Siegfried I, qui se fait est dorénavant appeler comte de Wittgenstein. Dès lors, le château est au centre d'un comté de Wittgenstein (Wittgensteiner Land) (de) qui portera son nom pendant plusieurs siècles. Un peu plus tard, la ville de Laasphe est fondée en contrebas.
Lorsqu'en 1359 la lignée masculine des comtes de Wittgenstein s'éteint, le comté et son château passent à la maison de Sayn-Wittgenstein. En 1634, pendant la guerre de Trente Ans, le château est occupé  et sérieusement endommagé, mais est ensuite restauré. Jusqu'en 1950, il sert de résidence aux Princes de Sayn-Wittgenstein-Hohenstein.

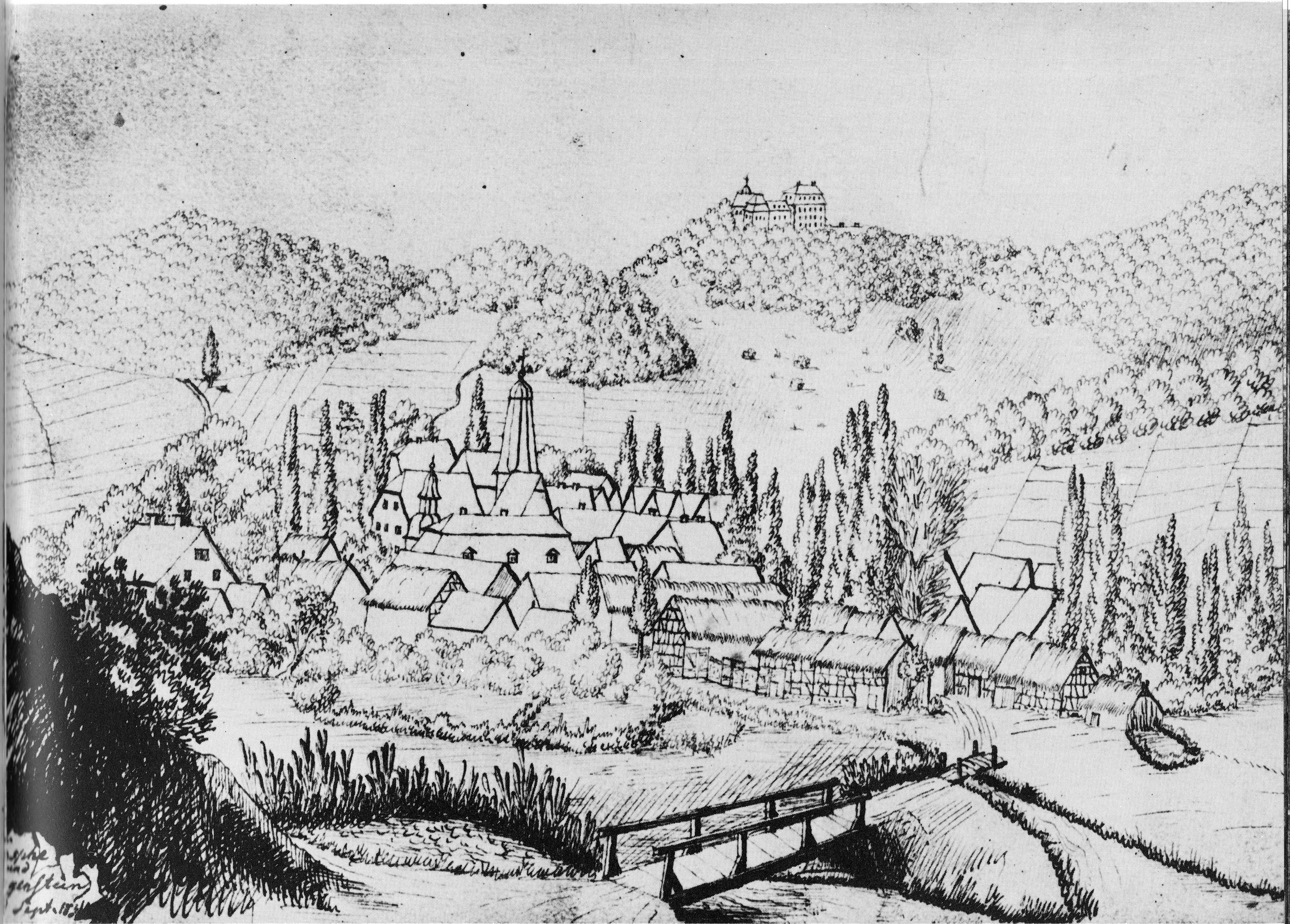
Dessin de Laasphe avec château de 1834

Lorsque les princes quittent le château pour le manoir de Schwarzenau, Josef Kämmerling y fonde, en 1954, un internat pour garçons avec collège secondaire  dans des parties louées du palais. Un lycée (Gymnasium) s'y ajoute cinq ans plus tard. Les filles ne sont admises à l'internat qu'en 1974, année à partir de laquelle les élèves externes peuvent également fréquenter la Realschule et le Schloss Wittgenstein Gymnasium. À partir de 1975, d'autres bâtiments scolaires et internats sont construits. En 2002/2003, l'école acquiert le palais et les zones annexes de la maison princière.
Entretemps, de nombreuses pièces du château ont été transformées en salles de classe où des cours ont lieu régulièrement. La cuisine et la salle à manger existantes de l'internat sont rénovées en 2009 pour accueillir des étudiants à la journée. En mars 2010, une partie du film « Dschungelkind » (L'Enfant de la Jungle) est tournée au château.

## Bâtiments
L'édifice, d'un plan irrégulier, comporte trois ailes et s'étend sur une longueur d'environ 125  mètres. Le complexe ayant été construit en plusieurs étapes, son style architectural n'est pas uniforme. Celui du bâtiment principal se rattache aux époques de la  Renaissance et du baroque.
L'aile nord (ou bâtiment central) date de la fin du XVIe siècle. Dans sa partie ouest ont été découvertes les fondations d'une tour carrée qui appartiendraient au château d'origine du XIIe siècle.
De part et d'autre de l'aile nord se trouvent l'aile ouest (ou aile des cuisines) et l'aile est (ou aile des chambres). Il s'agissait à l'origine de bâtiments indépendants, mais ceux-ci ont été rénovés au début du XVIIIe siècle et rattachés à l'aile nord. Le pavillon de quatre étages de l'aile est date de 1783.
Les écuries du château datent de 1736. Les autres bâtiments d'exploitation sont plus récents.
Il est peu connu que le château est construit sur un rocher, ce qui pourrait expliquer le nom de la région de Wittgenstein. En effet, de la roche brute, le Widukind, fait saillie dans l'un des couloirs vitrés qui clôturent la roseraie intérieure. Jusqu'en 2003, le palais abritait les archives princières, divers documents historiques, notamment du XVIIe au XIXe siècle.Après la vente du château, ces archives ont été transférées dans la chambre des rentes (Rentkammer) sous le château .
On suppose qu'un tunnel d'évacuation existe entre le château et l'église de la ville, mais il n'a pas encore été trouvé.

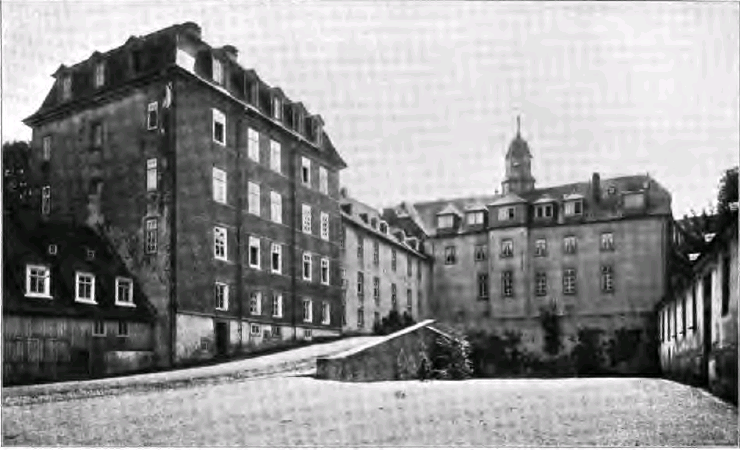
Photographie de 1903 par Albert Ludorff.

## Chapelle
La chapelle Sainte-Catherine du château de Wittgenstein est mentionnée pour la première fois en 1325. Elle sert d'église de cour jusqu'en 1632, et vers 1740 elle est ouverte aux célébrations publiques.
Elle est rénovée n 1859, date à laquelle un nouvel orgue est installé. La chaire est transférée à la chapelle de Hesselbach en 1954 et l'orgue à l'église d'Oberndorf en 1956. La chapelle est encore utilisée pour les offices religieux jusqu'en 1954.